# Титов, Николай Фёдорович (реставратор)
Тито́в, Николай Фёдорович (род. 1 августа 1947, село Насилицы, г. Полоцк, Беларусь) — украинский реставратор, живописец, педагог.

## Биография
Родился 01 августа 1947г в с. Насилицы (Беларусь) в деревенской семье. Первые профессиональные навыки пейзажной живописи получил в период срочной службы, в художественной студии Дома Офицеров Киевского военного округа. Руководитель студии — художник Александр Фёдорович Годунов.
После возвращения из армии, в 1979 г. закончил Исторический факультет Киевского государственного университета имени Т. Г. Шевченко. В 1988 году окончил обучение в Киевском государственном художественном институте (ныне Национальная Академия искусств и архитектуры), реставрационное отделение живописного факультета.
С 1994 по 2003 года занимал должность заведующего кафедры реставрации живописи. В 2003 году был назначен проректором по научно-методической работе Национальной академии изобразительного искусства и архитектуры (НАОМА), на должности которого находился по 2010 год.
В 2007 году было присвоено почётное звание Заслуженного деятеля искусств Украины"За научную, педагогическую, реставрационную и творческую деятельность".
С художественными экспедициями посетил Байкал, Сахалин, горы Тянь-Шань, остров Валаам, Кольский полуостров, Крым, Китай.
Является постоянным участником отечественных и международных симпозиумов, выставок и пленеров.
Разработчик стандартов высшего образования по специальности «Реставрация произведений искусства».
Помимо реставрационных работ активно занимается живописью.

## Коллекции
Собственные картины демонстрируются в:
- Белоцерковском краеведческом музее
- Мемориальном доме-музее А. П. Довженко
- Художественном музее Криворожского государственного педагогического университета
- Николаевском городском художественном музее имени Верещагина
- Уничанской картинной галерее
- а также в частных коллекциях.

## Реставрация
Николай Титов активно работает над сохранением мирового художественного наследия.
Реставрировал знаковые и исторические живописные произведения:
- Панорама «Героическая оборона и освобождение Севастополя» — 1854 г., г. Севастополь
- Диорама «Штурм Сапун-горы» — г. Севастополь
- Картина И. Айвазовского «Пушкин на берегу Черного моря» — Николаевский областной художественный музей им. В. В. Верещагина[2]
- Картина академика Ф. Чумакова «Христос и богатый юноша» — Николаевский областной художественный музей им. В. В. Верещагина
- Картина В. В. Верещагина «Забытый солдат» — Николаевский областной художественный музей им. В. В. Верещагина
- Картина Алексея Афанасьевича Кокеля «Обнаженная модель „Фехтовальщик“» / на обороте — «Женская обнаженная модель в рост»[8][9][10]- Чувашский государственный художественный музей
- Картина А. А. Кокеля «Натурщик в синей косынке» / «Сцена с тремя охотниками…»[8][9][10] — Чувашский государственный художественный музей
- Картина А. А. Кокеля «Сидящая обнаженная натурщица со спины, с золотой сережкой» / «Сидящая обнаженная мужская модель»[8][9][10]- Чувашский государственный художественный музей

## Персональные выставки
- «Художник, реставратор, викладач» — 2007 г.[11]
- «Пейзажные путешествия» — 2013 г.[12]